# RMS Republic (1903)
RMS Republic foi um navio de passageiros britânico construído em 1903 pelos estaleiros da Harland and Wolff em Belfast, e naufragou após uma colisão em 1909 enquanto navegava para a White Star Line. O navio foi equipado com um novo transmissor de telegrafia sem fio Marconi e emitiu uma chamada de socorro CQD, resultando na sobrevivência de 1.500 pessoas. Era conhecido como "Navio dos Milionários" em virtude do alto número de americanos ricos que viajaram a bordo dele, sendo descrito como uma "embarcação palaciana".

## História

### Aquisição da White Star Line
O navio foi originalmente construído em Belfast, na Irlanda do Norte, para a Dominion Line da International Mercantile Marine (uma companhia irmã da White Star Line) e recebeu o nome de SS Columbus. Seu lançamento ao mar ocorreu em 26 de fevereiro de 1903 e fez sua viagem inaugural em outubro do mesmo ano, partindo de Liverpool com destino a Boston. Após duas viagens pela Dominion Line, o Columbus, junto com outros três navios da Dominion foram vendidos para a White Star Line para uso em seu novo serviço entre Liverpool e Boston. O Columbus foi renomeado para Republic, o segundo navio sob a bandeira da White Star a manter o nome (o Republic original de 1872 foi vendido para a Holland America Line em 1889 e renomeado para Maasdam), enquanto seus três companheiros da Dominion foram renomeados para Romanic, Canopic e Cretic, respectivamente.

### Carreira
O Republic fez sua primeira travessia pela White Star partindo de Liverpool para Boston em 17 de dezembro de 1903, chegando em Boston em 27 de dezembro. Em janeiro de 1903, ele fez sua primeira travessia de Boston para o Mediterrâneo via Gibraltar, fazendo escala em São Miguel nos Açores, seguido pelos portos italianos de Nápoles e Génova e terminando em Alexandria. Em novembro de 1904, ele inaugurou o serviço Mediterrâneo - Nova Iorque da White Star. A White Star inaugurou esta rota com dois propósitos; primeiro, eles procuraram estabelecer um mercado transatlântico para os ricos passageiros americanos, já que suas acomodações espaçosas e luxuosas na Primeira e Segunda Classe atraíam dezenas de turistas ricos, ganhando assim o apelido de "O Navio dos Milionários". Em segundo lugar, e mais predominantemente em suas travessias no sentido oeste, a White Star procurou explorar o imenso comércio de imigrantes italianos. O Republic, com uma capacidade de 2.000 pessoas na Terceira Classe, provou ser imensamente lucrativo nesta rota. Durante as travessias para os Estados Unidos, a Terceira Classe costumava estar frequentemente lotada e às vezes além. A maioria dos imigrantes italianos que navegavam pela White Star optavam pelo Republic e outros navios em Nápoles, junto com grupos menores de gregos, austríacos, eslavos, turcos e sírios. A colocação da White Star em São Miguel em seus serviços no Mediterrâneo também abriu o tráfego de imigrantes portugueses. Ao longo dos quatro anos seguintes, o Republic passou os meses de inverno e primavera no serviço Mediterrâneo - Nova Iorque ao lado do Cretic, enquanto durante os meses de verão e outono ele navegou na rota Liverpool - Boston junto com o Cymric e Arabic.

### Colisão com o SSFlorida
No início da manhã de 23 de janeiro de 1909, enquanto navegava de Nova Iorque para Gibraltar e portos do Mediterrâneo com 742 passageiros e tripulantes sob o comando do capitão Irman Sealby (1862-1942), o Republic entrou em uma densa neblina na ilha de Nantucket, Massachusetts. Entre os passageiros havia muitas pessoas ilustres, como a Sra. Sophie Curtis, esposa de George M. Curtis, a Sra. Mary Severance, esposa de Cordenio A. Severance, o professor John M. Coulter com sua esposa e filhos, o General Brayton Ives, o milionário Samuel Cupples e Mildred Montague, Condessa Pasolini. Viajando na primeira classe estavam também o Sr. Leonard L. McMurray, que, em 1915, sobreviveria ao naufrágio do navio Lusitania, e a Sra. Bessie Armstead Davis, nora do senador Henry G. Davis, com seus dois filhos.

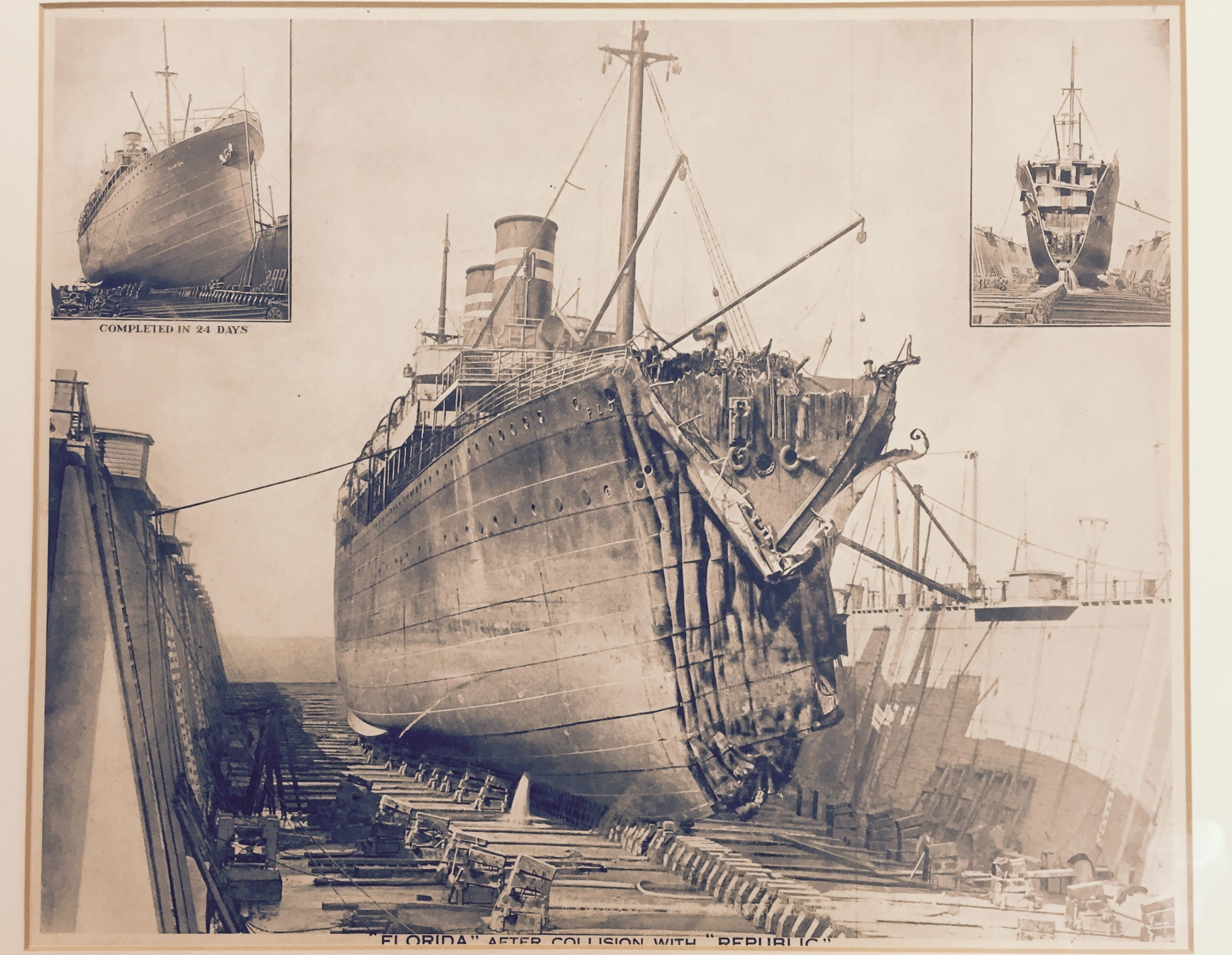
Foto tirada após a colisão do Florida com o Republic.

Tomando as precauções e mantendo sua velocidade, o navio regularmente sinalizava sua presença através do apito. Às 5h47m da manhã, outro apito foi ouvido e os motores do Republic foram ordenados a inverter completamente, com o leme sendo virado para bombordo. Do meio do nevoeiro, o navio SS Florida da Lloyd Italiano apareceu e atingiu o Republic. Dois passageiros dormindo em suas cabines no Republic foram mortos durante o choque, incluindo o banqueiro W.J. Mooney. No Florida, três tripulantes também foram mortos. Seis pessoas morreram no total.
O motor e as salas das caldeiras do Republic começaram a inundar; o capitão Sealby liderou a tripulação organizando calmamente os passageiros no convés para a evacuação. O Republic foi equipado com o novo sistema de telégrafo sem fio Marconi e tornou-se o primeiro navio da história a emitir um sinal de socorro CQD, enviado por Jack R. Binns. O Florida e o Gresham vieram em auxílio do Republic. Os passageiros foram distribuídos entre os dois navios, com o Flórida tomando a maior parte deles; isto deixou o navio perigosamente sobrecarregado, visto que a embarcação já transportava 900 imigrantes italianos.
O transatlântico Baltic, comandado pelo Capitão J. B. Ranson, também respondeu ao chamado CQD, mas devido à neblina persistente, não foi capaz de localizar o Republic até o anoitecer. Uma vez no local, os passageiros resgatados foram transferidos para ele. Por conta dos danos causados ao Florida, os passageiros imigrantes do navio também foram transferidos para o Baltic. Quando todos estavam a bordo, o Baltic partiu para Nova Iorque.
Na época do naufrágio do Republic, os transatlânticos não precisavam ter a capacidade total de botes salva-vidas para seus passageiros, oficiais e tripulantes. Acreditava-se que na movimentada rota do Atlântico Norte, a assistência de pelo menos um navio estaria sempre presente e que os botes salva-vidas seriam necessários apenas para transferir os passageiros para as embarcações de resgate até que todos fossem evacuados com segurança. Aquele cenário, ao contrário do naufrágio do RMS Titanic, felizmente ocorreu sem problemas, e as seis pessoas que pereceram foram mortas durante a colisão, e não pelo naufrágio em si.

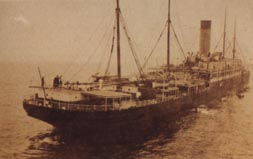
O Republic afundando pela popa após a colisão com o Florida.

O Capitão Sealby e uma parte da tripulação permaneceram a bordo do Republic na tentativa de salvá-lo, sem sucesso. A essa altura, os navios New York e Lucania também chegaram ao resgate, enquanto o Gresham tentava inutilmente rebocar o Republic. Em 24 de janeiro, o Republic afundou; com 15.378 toneladas, ele foi o maior navio a naufragar até então. Toda a tripulação restante foi evacuada antes do mergulho final.

### Carga especulada
Há muitos rumores de que o Republic estava carregando ouro e/ou outros objetos de valor quando afundou. Um boato é que ele transportava ouro no valor de US $ 250.000 na época. Hoje, o valor deste tesouro poderia render centenas de milhões de dólares e alguns especialistas estimaram que sua recuperação poderia render cerca de US $ 5 bilhões ou mais, fazendo o Republic o mais valioso naufrágio do mundo.

## Redescoberta
Os destroços do Republic foram encontrados pelo capitão Martin Bayerle em 1981. Ele se encontra na posição vertical a cerca de 50 milhas (80 km) ao sul da ilha de Nantucket, nas coordenadas 40° 26' N 69° 46' O em aproximadamente 270 pés (82 m) de profundidade. Duas expedições de resgate na década de 1980 tentaram localizar o ouro, mas não obtiveram êxito. No entanto, o navio contém muitos outros tesouros. Além do ouro, muitos artefatos do navio e bens pessoais permanecem. 
Os destroços do SS Andrea Doria, outro transatlântico afundado como o resultado de uma colisão com um navio, ficam a alguns quilômetros a noroeste.